# Caféière

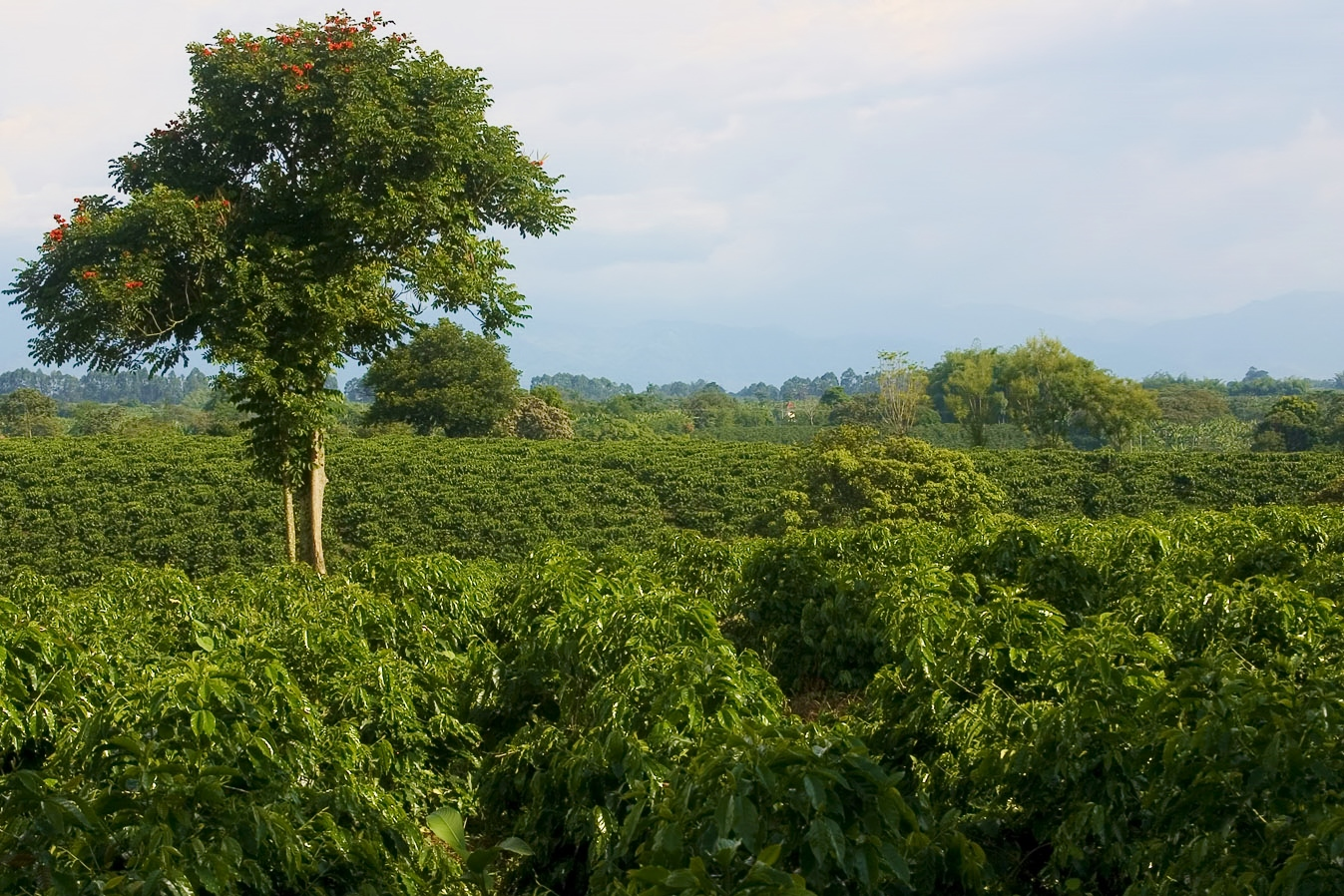
Caféière en Colombie.

Une caféière, caféterie ou plantation de café est une parcelle agricole destinée à la culture du caféier. Elles se rencontrent dans la zone tropicale en raison de la distribution climatique de la plante et principalement en Amérique centrale, aux Caraïbes, dans l'Amérique du Sud tropicale, en Afrique équatoriale et tropicale, dans le sous-continent indien, en Insulinde et dans le Sud de la Chine. Dans certaines régions à très fort ensoleillement, les caféiers peuvent être protégés du soleil par de hauts arbres plantés spécifiquement dans ce but.
Le français de Nouvelle-Calédonie dit caférie.